# István Bilek
István Bilek (ur. 11 sierpnia 1932 w Budapeszcie, zm. 20 marca 2010 w Budapeszcie) – węgierski szachista, arcymistrz od 1962 roku.

## Kariera szachowa
W latach 60. i do połowy lat 70. należał do ścisłej czołówki węgierskich szachistów. Trzykrotnie (w latach 1963, 1965 i 1970) zdobył złote medale w mistrzostwach kraju. Wystąpił w dwóch turniejach międzystrefowych (Sztokholm 1962, Amsterdam 1964), ale nie osiągnął w nich sukcesów. W latach 1958–1974 dziewięciokrotnie reprezentował Węgry na szachowych olimpiadach, łącznie zdobywając 5 medali: 3 drużynowe (srebrne - 1970, 1972 oraz brązowy - 1966) i 2 indywidualne (srebrny - 1962 oraz brązowy - 1966, oba na III szachownicy). Na swoim koncie posiadał również 4 medale drużynowych mistrzostw Europy (srebrny - 1970 oraz 3 brązowe - 1961, 1965, 1973). Do jego sukcesów w turniejach międzynarodowych należały zwycięstwa bądź dzielenie I miejsca m.in. w Balatonfüred (1960, memoriał Lajosa Asztalosa), Reggio Emilii (1964/65), Salgótarjánie (1967, memoriał Lajosa Asztalosa), Debreczynie (1970) oraz Sztokholmie (1973/74, turniej Rilton Cup).
Według retrospektywnego systemu Chessmetrics, najwyższy ranking osiągnął w kwietniu 1967 r., z wynikiem 2639 punktów zajmował wówczas 36. miejsce na świecie.